# الطواف العالمي لكرة المضرب النسائية برعاية الاتحاد الدولي لكرة المضرب – 2021 (أبريل–يونيو)

جولة الاتحاد الدولي لكرة المضرب العالمية للنساء هي نسخة عام 2021 من الجولة الثانية في لعبة كرة المضرب للمحترفات. تنظمها الاتحاد الدولي لكرة المضرب وهي درجة أقل من جولة رابطة محترفات التنس. يتضمن الطواف العالمي لكرة المضرب النسائية برعاية الاتحاد الدولي لكرة المضرب بطولات بجوائز مالية تتراوح من $15،000 إلى $100،000.

## المواسم
| مواسم الطواف العالمي لكرة المضرب النسائية برعاية الاتحاد الدولي لكرة المضرب | مواسم الطواف العالمي لكرة المضرب النسائية برعاية الاتحاد الدولي لكرة المضرب | مواسم الطواف العالمي لكرة المضرب النسائية برعاية الاتحاد الدولي لكرة المضرب | مواسم الطواف العالمي لكرة المضرب النسائية برعاية الاتحاد الدولي لكرة المضرب | مواسم الطواف العالمي لكرة المضرب النسائية برعاية الاتحاد الدولي لكرة المضرب | مواسم الطواف العالمي لكرة المضرب النسائية برعاية الاتحاد الدولي لكرة المضرب | مواسم الطواف العالمي لكرة المضرب النسائية برعاية الاتحاد الدولي لكرة المضرب | مواسم الطواف العالمي لكرة المضرب النسائية برعاية الاتحاد الدولي لكرة المضرب | مواسم الطواف العالمي لكرة المضرب النسائية برعاية الاتحاد الدولي لكرة المضرب | مواسم الطواف العالمي لكرة المضرب النسائية برعاية الاتحاد الدولي لكرة المضرب |
| تسعينيات القرن العشرين                                                      | تسعينيات القرن العشرين                                                      | تسعينيات القرن العشرين                                                      | تسعينيات القرن العشرين                                                      | تسعينيات القرن العشرين                                                      | تسعينيات القرن العشرين                                                      | تسعينيات القرن العشرين                                                      | تسعينيات القرن العشرين                                                      | تسعينيات القرن العشرين                                                      | تسعينيات القرن العشرين                                                      |
| --------------------------------------------------------------------------- | --------------------------------------------------------------------------- | --------------------------------------------------------------------------- | --------------------------------------------------------------------------- | --------------------------------------------------------------------------- | --------------------------------------------------------------------------- | --------------------------------------------------------------------------- | --------------------------------------------------------------------------- | --------------------------------------------------------------------------- | --------------------------------------------------------------------------- |
| 1994                                                                        | 1995                                                                        | 1995                                                                        | 1996                                                                        | 1997                                                                        | 1998                                                                        | 1999                                                                        |                                                                             |                                                                             |                                                                             |
| العقد الأول من القرن 21                                                     |                                                                             |                                                                             |                                                                             |                                                                             |                                                                             |                                                                             |                                                                             |                                                                             |                                                                             |
| 2000                                                                        | 2001                                                                        | 2002                                                                        | 2003                                                                        | 2004                                                                        | 2005                                                                        | 2006                                                                        | 2007                                                                        | 2008 الربع الأول · الربع الثاني · الربع الثالث                              | 2009                                                                        |
| العقد الثاني من القرن 21                                                    |                                                                             |                                                                             |                                                                             |                                                                             |                                                                             |                                                                             |                                                                             |                                                                             |                                                                             |
| 2010 الربع الأول · الربع الثاني · الربع الثالث · الربع الرابع               | 2011 الربع الأول · الربع الثاني · الربع الثالث · الربع الرابع               | 2012 الربع الأول · الربع الثاني · الربع الثالث · الربع الرابع               | 2013 الربع الأول · الربع الثاني · الربع الثالث · الربع الرابع               | 2014 الربع الأول · الربع الثاني · الربع الثالث · الربع الرابع               | 2015 الربع الأول · الربع الثاني · الربع الثالث · الربع الرابع               | 2016 الربع الأول · الربع الثاني · الربع الثالث · الربع الرابع               | 2017 الربع الأول · الربع الثاني · الربع الثالث · الربع الرابع               | 2018 الربع الأول · الربع الثاني · الربع الثالث · الربع الرابع               | 2019 الربع الأول · الربع الثاني · الربع الثالث · الربع الرابع               |
| العقد الثالث من القرن 21                                                    |                                                                             |                                                                             |                                                                             |                                                                             |                                                                             |                                                                             |                                                                             |                                                                             |                                                                             |
| 2020 الربع الأول · الربع الثاني · الربع الثالث · الربع الرابع               | 2021 الربع الأول · الربع الثاني · الربع الثالث · الربع الرابع               | 2022 الربع الأول · الربع الثاني · الربع الثالث · الربع الرابع               | 2023 الربع الأول · الربع الثاني · الربع الثالث · الربع الرابع               | 2024 الربع الأول · الربع الثاني · الربع الثالث · الربع الرابع               | 2025 الربع الأول · الربع الثاني · الربع الثالث · الربع الرابع               |                                                                             |                                                                             |                                                                             |                                                                             |

## المفتاح
| الفئات      |
| بطولات W100 |
| بطولات W80  |
| بطولات W60  |
| بطولات W25  |
| بطولات W15  |

## الأشهر

### إبريل
| الأسبوع  | البطولة | الفائزات                                            | الوصيفات                              | المتأهلات لنصف النهائي                  | المتأهلات لربع النهائي                                                         |
| -------- | --- | --------------------------------------------------- | ------------------------------------- | --------------------------------------- | ------------------------------------------------------------------------------ |
| 5 إبريل  | البطولة العالمية لتنس السيدات التابعة للاتحاد الدولي – بيلينزونا بيلينزونا، سويسرا ملعب ترابي W60 Singles Draw – Doubles Draw | جوليا جرابهر 6–2، 6–3                               | لوسيا برونزيتي                        | إيكاترين جورجودزي سيمونا والترت         | منى بارثل بيانكا توراتي لينا جورشيسكا يانا فيت                                 |
| 5 إبريل  | البطولة العالمية لتنس السيدات التابعة للاتحاد الدولي – بيلينزونا بيلينزونا، سويسرا ملعب ترابي W60 Singles Draw – Doubles Draw | آنا دانيلينا إيكاترين جورجودزي 7–5، 6–3             | ريبيكا مارينو يوكي نايتو              | إيكاترين جورجودزي سيمونا والترت         | منى بارثل بيانكا توراتي لينا جورشيسكا يانا فيت                                 |
| 5 إبريل  | قرطبة، الأرجنتين ملعب ترابي W25 قرعة المباريات الفردية والزوجية                                                               | بياتريس حداد مايا 6–2، 6–2                          | بانا أودفاردي                         | كارولينا ألفيس أمينة أنشب               | كوني بيرين ماريا غوتيريز كاراسكو ماريا لوردس كارلي بربارة غاتيكا               |
| 5 إبريل  | قرطبة، الأرجنتين ملعب ترابي W25 قرعة المباريات الفردية والزوجية                                                               | أمينة أنشب بانا أودفاردي 6–3، 6–3                   | بربارة غاتيكا ريبيكا بيريرا           | كارولينا ألفيس أمينة أنشب               | كوني بيرين ماريا غوتيريز كاراسكو ماريا لوردس كارلي بربارة غاتيكا               |
| 5 إبريل  | شرم الشيخ، مصر ملعب صلب W15 قرعة المباريات الفردية والزوجية                                                                   | لي يا-هسوان 6–3، 6–3                                | أوليفيا جاديكي                        | آنا سيسكوفا سارة بيث غري                | أرينا فاسيليكو بيج أورجان كريستيانا فيراندو كاتي بولتر                         |
| 5 إبريل  | شرم الشيخ، مصر ملعب صلب W15 قرعة المباريات الفردية والزوجية                                                                   | أليسيا بارنيت لينا غلشكو 6–4، 6–2                   | إيلينا-تيودورا كادار أوليفيا جاديكي   | آنا سيسكوفا سارة بيث غري                | أرينا فاسيليكو بيج أورجان كريستيانا فيراندو كاتي بولتر                         |
| 5 إبريل  | شيمكنت، كازاخستان ملعب ترابي W15 قرعة المباريات الفردية والزوجية                                                              | جيسي آني 6–4، 6–2                                   | إفيايلينا لاسكيفيتش                   | يكاترينا ماكاروفا ألينا سيليتش          | سابينا شاريبوفا يكاترينا ياكشينا أنستاسيا تيخونوفا كاتارينا كوزموفا            |
| 5 إبريل  | شيمكنت، كازاخستان ملعب ترابي W15 قرعة المباريات الفردية والزوجية                                                              | أنجيليكا إساييفا يكاترينا ماكاروفا 7–6(7–4)، 6–3    | سابينا شاريبوفا يكاترينا ياكشينا      | يكاترينا ماكاروفا ألينا سيليتش          | سابينا شاريبوفا يكاترينا ياكشينا أنستاسيا تيخونوفا كاتارينا كوزموفا            |
| 5 إبريل  | Monastir، تونس ملعب صلب W15 قرعة المباريات الفردية والزوجية                                                                   | سلمى ديوبري 6–3، 6–4                                | ماجالي كيمبين                         | أنتونيا روجيتش إيلونا غيورغيانا غيورايا | كيارا كاتيني آنا كوباريفا ياسمين منصوري أنستاسيا بريبلوفا                      |
| 5 إبريل  | Monastir، تونس ملعب صلب W15 قرعة المباريات الفردية والزوجية                                                                   | ماجالي كيمبين تشيلسي فانهاوت 6–4، 6–1               | إيما ديفيس أوليفيا غرام               | أنتونيا روجيتش إيلونا غيورغيانا غيورايا | كيارا كاتيني آنا كوباريفا ياسمين منصوري أنستاسيا بريبلوفا                      |
| 5 إبريل  | أنطاليا، تركيا ملعب ترابي W15 قرعة المباريات الفردية والزوجية                                                                 | أندريا روشكا 7–5، 6–3                               | ميريام كولودجيجو                      | روزا فيسينس ماس أندريا بريسكاريو        | زيفا فالكينر نوريا برانشيو ليزا بيجاتو فلامينيا سكارا                          |
| 5 إبريل  | أنطاليا، تركيا ملعب ترابي W15 قرعة المباريات الفردية والزوجية                                                                 | لي سو را ميساكي ماتسودا 6–2، 6–3                    | لوسي هافليكوفا ميريام كولودجيجو       | روزا فيسينس ماس أندريا بريسكاريو        | زيفا فالكينر نوريا برانشيو ليزا بيجاتو فلامينيا سكارا                          |
| 12 أبريل | Oeiras Ladies Open Oeiras، البرتغال ملعب ترابي W60 Singles Draw – Doubles Draw                                                | بولونا هيركوج انسحاب                                | كلارا بوريل                           | أنهيلينا كالينينا جورجينا غارسيا بيريز  | لوسيا برونزيتي Eva Guerrero Álvarez Francesca Jones ديسبينا باباميتشايل        |
| 12 أبريل | Oeiras Ladies Open Oeiras، البرتغال ملعب ترابي W60 Singles Draw – Doubles Draw                                                | ليدزيا ماروزافا أندريا ميتو 3–6، 6–4، [10–3]        | مارينا ميلنيكوفا كوني بيرين           | أنهيلينا كالينينا جورجينا غارسيا بيريز  | لوسيا برونزيتي Eva Guerrero Álvarez Francesca Jones ديسبينا باباميتشايل        |
| 12 أبريل | كالفي، فرنسا ملعب صلب W25+H قرعة المباريات الفردية والزوجية                                                                   | فاليريا سافينيخ 6–1، 6–4                            | سوزان بانديتشي                        | أماندين هيس Lucrezia Stefanini          | Viktória Morvayová أودري ألبي Jessica Pieri Jade Suvrijn                       |
| 12 أبريل | كالفي، فرنسا ملعب صلب W25+H قرعة المباريات الفردية والزوجية                                                                   | Lina Gjorcheska أماندين هيس 7–5، 6–4                | أودري ألبي ليوليا جانجين              | أماندين هيس Lucrezia Stefanini          | Viktória Morvayová أودري ألبي Jessica Pieri Jade Suvrijn                       |
| 12 أبريل | القاهرة، مصر ملعب ترابي W15 قرعة المباريات الفردية والزوجية                                                                   | إلينا أفانيسيان 6–1، 6–0                            | إيري شيميزو                           | ساندرا سمير أناستاسيا زولوتاريفا        | لايري روميرو غورماز إميلي سيبولد ناستجا كولار نوا لياو أ فونغ                  |
| 12 أبريل | القاهرة، مصر ملعب ترابي W15 قرعة المباريات الفردية والزوجية                                                                   | إلينا أفانيسيان بارك سو هيون 6–4، 6–4               | باربورا ماتوشوفا أناستاسيا زولوتاريفا | ساندرا سمير أناستاسيا زولوتاريفا        | لايري روميرو غورماز إميلي سيبولد ناستجا كولار نوا لياو أ فونغ                  |
| 12 أبريل | شيمكنت، كازاخستان ملعب ترابي W15 قرعة المباريات الفردية والزوجية                                                              | جيسي آني 5–7، 7–6(8–6)، 6–0                         | تمارا تشروفيتش                        | مريم دالاكيشفيلي إيفيالينا لاسكيفيتش    | فاليريا أوليانوفيسكايا أناستاسيا تيخونوفا إيكاترينا ماكاروفا غوزال آينيتدينوفا |
| 12 أبريل | شيمكنت، كازاخستان ملعب ترابي W15 قرعة المباريات الفردية والزوجية                                                              | غوزال آينيتدينوفا جيبك كولامباييفا 6–2، 5–7، [10–7] | فيكتوريا ديما آنا أوريكي              | مريم دالاكيشفيلي إيفيالينا لاسكيفيتش    | فاليريا أوليانوفيسكايا أناستاسيا تيخونوفا إيكاترينا ماكاروفا غوزال آينيتدينوفا |
| 12 أبريل | المنستير، تونس ملعب صلب W15 قرعة المباريات الفردية والزوجية                                                                   | جوان زوغر 7–6(7–4)، 5–7، 7–6(7–5)                   | ماجالي كيمبين                         | آنا كوباريفا مونيكا كيلناروفا           | ليندا نوسكوفا سلمى جوبري بايج هوريغان ميهارو إيمانيشي                          |
| 12 أبريل | المنستير، تونس ملعب صلب W15 قرعة المباريات الفردية والزوجية                                                                   | بايج هوريغان ألكسندرا أوزبورن 4–1، انسحاب.          | ماجالي كيمبين تشيلسي فانهوته          | آنا كوباريفا مونيكا كيلناروفا           | ليندا نوسكوفا سلمى جوبري بايج هوريغان ميهارو إيمانيشي                          |
| 12 أبريل | أنطاليا، تركيا ملعب ترابي W15 قرعة المباريات الفردية والزوجية                                                                 | أناستاسيا سوبوليفا 6–0، 7–6(7–5)                    | نوريا برانكاشو                        | أليس راميه أماندا كاريراس               | ليسا بيجاتو فلادا كوفال سافو ساكيلاريدي سادا ناهيمانا                          |
| 12 أبريل | أنطاليا، تركيا ملعب ترابي W15 قرعة المباريات الفردية والزوجية                                                                 | شافيت كيمشي أدريان ناغي 5–7، 6–2، [10–8]            | لي سو را ميساكي ماتسودا               | أليس راميه أماندا كاريراس               | ليسا بيجاتو فلادا كوفال سافو ساكيلاريدي سادا ناهيمانا                          |
| 19 أبريل | أويراس، البرتغال ملعب ترابي W25 قرعة المباريات الفردية والزوجية                                                               | أنهيلينا كالينينا 6–4، 4–6، 6–4                     | جانغ سو جونج                          | سيمونا والترت سيوني مينديز              | ماندي مينلا إيفا غيريرو ألفاريز جوليا جرابر مارينا ميلنيكوفا                   |
| 19 أبريل | أويراس، البرتغال ملعب ترابي W25 قرعة المباريات الفردية والزوجية                                                               | سوزان لامينس مارينا ميلنيكوفا 6–3، 6–1              | ناتيلا دزالاميدزه صوفيا لانسر         | سيمونا والترت سيوني مينديز              | ماندي مينلا إيفا غيريرو ألفاريز جوليا جرابر مارينا ميلنيكوفا                   |
| 19 أبريل | القاهرة، مصر ملعب ترابي W15 قرعة المباريات الفردية والزوجية                                                                   | ماريا تيموفييفا 6–3، 6–3                            | ساندرا سمير                           | كلوديا هوستي فيرير إلينا أفانيسيان      | سيلفيا أمبروسيو آني أميراغيان فاندا لوكاش ناستجا كولار                         |
| 19 أبريل | القاهرة، مصر ملعب ترابي W15 قرعة المباريات الفردية والزوجية                                                                   | إلينا أفانيسيان ماريا تيموفييفا 1–6، 6–4، [10–8]    | إيزابيل هافيرلاغ ميريل هودت           | كلوديا هوستي فيرير إلينا أفانيسيان      | سيلفيا أمبروسيو آني أميراغيان فاندا لوكاش ناستجا كولار                         |
| 19 أبريل | المنستير، تونس ملعب صلب W15 قرعة المباريات الفردية والزوجية                                                                   | بايج هوريغان 6–3، 6–2                               | مونيكا كيلناروفا                      | أميريسا كيارا توث ليندا نوسكوفا         | ستيفاني فيشر دانiela Vismane ريبيكا ماساروفا إيفا فيدر                         |
| 19 أبريل | المنستير، تونس ملعب صلب W15 قرعة المباريات الفردية والزوجية                                                                   | كارولا بيجينارو إيلونا جورجيانا جيورواي 6–2، 6–0    | ريبيكا ماساروفا دانiela Vismane       | أميريسا كيارا توث ليندا نوسكوفا         | ستيفاني فيشر دانiela Vismane ريبيكا ماساروفا إيفا فيدر                         |
| 19 أبريل | أنطاليا، تركيا ملعب ترابي W15 قرعة المباريات الفردية والزوجية                                                                 | سادا ناهيمانا 6–4، 7–6(10–8)                        | أنستاسيا سوبوليفا                     | يلينا إن-ألبون جيفا فالكنير             | فالنتينا رايزر إريكا أندرييفا ميساكي ماتسودا نوريا برانكاتشو                   |
| 19 أبريل | أنطاليا، تركيا ملعب ترابي W15 قرعة المباريات الفردية والزوجية                                                                 | أوليفيا غاديتشي سادا ناهيمانا 6–3، 1–6، [11–9]      | لي سو را ميساكي ماتسودا               | يلينا إن-ألبون جيفا فالكنير             | فالنتينا رايزر إريكا أندرييفا ميساكي ماتسودا نوريا برانكاتشو                   |
| 26 أبريل | Zagreb Ladies Open زغرب، كرواتيا ملعب ترابي W60 Singles Draw – Doubles Draw                                                   | أنهيلينا كالينينا 6–1، 6–3                          | كاميلا راخيموفا                       | ألكسندرا دولغيرو جيسيكا بييري           | كريستينا كوكوفا يانا فيت جولي نيمير باربارا هاس                                |
| 26 أبريل | Zagreb Ladies Open زغرب، كرواتيا ملعب ترابي W60 Singles Draw – Doubles Draw                                                   | باربارا هاس كاتارزينا كاوا 7–6(7–1)، 5–7، [10–6]    | أندريا بريساكارو نيكا راديشيك         | ألكسندرا دولغيرو جيسيكا بييري           | كريستينا كوكوفا يانا فيت جولي نيمير باربارا هاس                                |
| 26 أبريل | Boar's Head Resort Women's Open شارلوتسفيل، الولايات المتحدة ملعب ترابي W60 Singles Draw – Doubles Draw                       | كلير ليو 3–6، 6–4، 4–1، انس.                        | وانغ شينيو                            | ساتشيا فيكري كاتي بولتر                 | آلي كيك هارييت دارت أليسيا باركس هيلي بابتيست                                  |
| 26 أبريل | Boar's Head Resort Women's Open شارلوتسفيل، الولايات المتحدة ملعب ترابي W60 Singles Draw – Doubles Draw                       | آنا دانيلينا أرينا روديونوفا 6–1، 6–3               | إيرين روتليف ألديلة سوتجيادي          | ساتشيا فيكري كاتي بولتر                 | آلي كيك هارييت دارت أليسيا باركس هيلي بابتيست                                  |
| 26 أبريل | أويراس، البرتغال ملعب ترابي W25 قرعة المباريات الفردية والزوجية                                                               | ماريا غوتيريز كاراسكو 6–3، 6–2                      | مارينا ميلنيكوفا                      | كاتارينا كيرلاخ كارول تشاو              | ماليني هيلغو فالنتيني جراماتيكوبولو كارولينا ألفيس ديانا مارسنكفيتشا           |
| 26 أبريل | أويراس، البرتغال ملعب ترابي W25 قرعة المباريات الفردية والزوجية                                                               | أدريان ناغي بارك سو-هيون 6–4، 6–0                   | ريا بهاتيا غابرييلا سي                | كاتارينا كيرلاخ كارول تشاو              | ماليني هيلغو فالنتيني جراماتيكوبولو كارولينا ألفيس ديانا مارسنكفيتشا           |
| 26 أبريل | القاهرة، مصر ملعب ترابي W15 قرعة المباريات الفردية والزوجية                                                                   | إلينا أڤانيزيان 3–6، 6–4، 6–4                       | جيبك كولامباييفا                      | زوي كروغر لميس الحسين عبد العزيز        | ميلانيا ديلاي لايري روميرو غورماز إيزابيلا كروغر نيكول فوسا هويرغو             |
| 26 أبريل | القاهرة، مصر ملعب ترابي W15 قرعة المباريات الفردية والزوجية                                                                   | نيكول فوسا هويرغو جيبك كولامباييفا 6–3، 6–2         | إلينا أڤانيزيان أوانا جافريلا         | زوي كروغر لميس الحسين عبد العزيز        | ميلانيا ديلاي لايري روميرو غورماز إيزابيلا كروغر نيكول فوسا هويرغو             |
| 26 أبريل | المنستير، تونس ملعب صلب W15 قرعة المباريات الفردية والزوجية                                                                   | مونيكا كيلناروفا 6–4، 7–6(7–5)                      | دانييلا فيسماني                       | إريكا سما داشا إيفانوفا                 | ميهارو إيمانشي أولجا هلمي أناستازيا كوليكوفا إيفا فيدر                         |
| 26 أبريل | المنستير، تونس ملعب صلب W15 قرعة المباريات الفردية والزوجية                                                                   | إيفا فيدر ستيفاني فيشر 6–0، 6–4                     | إيما ديفيس إريكا سما                  | إريكا سما داشا إيفانوفا                 | ميهارو إيمانشي أولجا هلمي أناستازيا كوليكوفا إيفا فيدر                         |
| 26 أبريل | أنطاليا، تركيا ملعب ترابي W15 قرعة المباريات الفردية والزوجية                                                                 | أوليفيا جاديكي 6–3، 6–2                             | يوليا أڤدييفا                         | بولينا ليكينا شيهو أكيتا                | داريا فيدمانوفا جيفا فالكنا كريستينا ديمتروك تاميرا باسيك                      |
| 26 أبريل | أنطاليا، تركيا ملعب ترابي W15 قرعة المباريات الفردية والزوجية                                                                 | ماريا بولينا بيريز فيديريكا روسي 2–6، 6–4، [10–6]   | فيكتوريا ميخايلوفا إيكاترينا شاليموفا | بولينا ليكينا شيهو أكيتا                | داريا فيدمانوفا جيفا فالكنا كريستينا ديمتروك تاميرا باسيك                      |

### مايو
| الأسبوع | البطولة | الفائزات                                                 | الوصيفات                               | المتأهلات لنصف النهائي                         | المتأهلات لربع النهائي                                                     |
| ------- | --- | -------------------------------------------------------- | -------------------------------------- | ---------------------------------------------- | -------------------------------------------------------------------------- |
| مايو 3  | LTP تشارلستون برو تنس تشارلستون، الولايات المتحدة ملعب ترابي W100 Singles Draw – Doubles Draw                   | كلير ليو 6–2، 7–6(8–6)                                   | ماديسون برينجل                         | ماجدالينا فريتش هارييت دارت                    | كاتي فولينييتس ريناتا زارازوا جيمي لوب أولجا جوفورتسوفا                    |
| مايو 3  | LTP تشارلستون برو تنس تشارلستون، الولايات المتحدة ملعب ترابي W100 Singles Draw – Doubles Draw                   | كاتي ماكنالي ستورم ساندرز 7–5، 4–6، [10–6]               | إري هوزمي ميو كاتو                     | ماجدالينا فريتش هارييت دارت                    | كاتي فولينييتس ريناتا زارازوا جيمي لوب أولجا جوفورتسوفا                    |
| مايو 3  | I.ČLTK براغ أوبن براغ، جمهورية التشيك ملعب ترابي W25 قرعة المباريات الفردية والزوجية                            | جولي نيمير 6–4، 6–2                                      | دلما جالفي                             | إيلينا غابرييلا روس دانييلا سيغيل              | آنا كونجوه تشالا بويوكاكاتشاي آنا بوندار ريكا لوكا جاني                    |
| مايو 3  | I.ČLTK براغ أوبن براغ، جمهورية التشيك ملعب ترابي W25 قرعة المباريات الفردية والزوجية                            | آنا بوندار كيملير زيمرمان 7–6(7–5)، 6–2                  | زينيا كنول إيلينا غابرييلا روس         | إيلينا غابرييلا روس دانييلا سيغيل              | آنا كونجوه تشالا بويوكاكاتشاي آنا بوندار ريكا لوكا جاني                    |
| مايو 3  | ساليناس، إكوادور ملعب صلب W25 قرعة المباريات الفردية والزوجية                                                   | ماي هونتاما 7–5، 6–1                                     | كارول تشاو                             | فاليريا سافينيخ كوني بيرين                     | فرانسيسكا خورخي لورا بيجوسي فيكتوريا رودريغيز لوكريتسيا ستيفانيني          |
| مايو 3  | ساليناس، إكوادور ملعب صلب W25 قرعة المباريات الفردية والزوجية                                                   | جودي بوراج بيج هوريجان 6–2، 2–6، [10–8]                  | جاكلين كاباج أواد فرانسيسكا خورخي      | فاليريا سافينيخ كوني بيرين                     | فرانسيسكا خورخي لورا بيجوسي فيكتوريا رودريغيز لوكريتسيا ستيفانيني          |
| مايو 3  | نابلس، الولايات المتحدة ملعب ترابي W25 قرعة المباريات الفردية والزوجية                                          | بانا أودفاردي 6–0، 6–3                                   | إيرينا فيتيكاو                         | فيرناندا كونتريراس جيسيكا ماليتشكوفا           | فيرا لابكو يوريكو ليلي ميازاكي كاترينا ستيوارت هانا تشانغ                  |
| مايو 3  | نابلس، الولايات المتحدة ملعب ترابي W25 قرعة المباريات الفردية والزوجية                                          | ألريكك إيكري كاثرين هاريسون 6–2، 3–6، [10–2]             | إيرينا هاياشي كاناكو موريساكي          | فيرناندا كونتريراس جيسيكا ماليتشكوفا           | فيرا لابكو يوريكو ليلي ميازاكي كاترينا ستيوارت هانا تشانغ                  |
| مايو 3  | القاهرة، مصر ملعب ترابي W15 قرعة المباريات الفردية والزوجية                                                     | جرجانا توبالوفا 6–3، 6–3                                 | إلينا أفانيسيان                        | باربورا باليكوفا أناستاسيا زولوتاريفا          | يكاترينا دميتريتشينكو جيبك كولامباييفا أوانا جافريلا ساندرا سمير           |
| مايو 3  | القاهرة، مصر ملعب ترابي W15 قرعة المباريات الفردية والزوجية                                                     | أوانا جافريلا جيبك كولامباييفا 6–4، 6–0                  | ياسمين عزت كليرفي نغونوي               | باربورا باليكوفا أناستاسيا زولوتاريفا          | يكاترينا دميتريتشينكو جيبك كولامباييفا أوانا جافريلا ساندرا سمير           |
| مايو 3  | رامات هاشارون، إسرائيل ملعب صلب W15 قرعة المباريات الفردية والزوجية                                             | فالنتينا رايزر 7–5، 6–1                                  | لينا غلشكو                             | شافيت كيمشي كلارا فلاسيلير                     | هيروكو كواتا أليسيا بارنيت ألكسندرا أوسبورن إيكاترينا ياشينا               |
| مايو 3  | رامات هاشارون، إسرائيل ملعب صلب W15 قرعة المباريات الفردية والزوجية                                             | جيني دورست نينا ستادلر 1–6، 6–4، [10–6]                  | لينا غلشكو شافيت كيمشي                 | شافيت كيمشي كلارا فلاسيلير                     | هيروكو كواتا أليسيا بارنيت ألكسندرا أوسبورن إيكاترينا ياشينا               |
| مايو 3  | المنستير، تونس ملعب صلب W15 قرعة المباريات الفردية والزوجية                                                     | أنجيليكا راجي 7–6(7–4)، 6–4                              | أنستاسيا كوليكوفا                      | مالوري نويل ميهارو إيمانشي                     | آنا كوباريفا داشا إيفانوفا كيارا شول أيومي كوشيشيشي                        |
| مايو 3  | المنستير، تونس ملعب صلب W15 قرعة المباريات الفردية والزوجية                                                     | غوزال عينيتدينوفا آنا كوباريفا 7–5، 6–2                  | سارة بيث غري داشا إيفانوفا             | مالوري نويل ميهارو إيمانشي                     | آنا كوباريفا داشا إيفانوفا كيارا شول أيومي كوشيشيشي                        |
| مايو 3  | أنطاليا، تركيا ملعب ترابي W15 قرعة المباريات الفردية والزوجية                                                   | بولينا ليكينا 6–1، 6–0                                   | جوليا أفدييفا                          | أندريا روشا ميساكي ماتسودا                     | إيكاترينا شاليموفا أوليفيا غاديكي كايجسا هينيمان إيلاي يورك                |
| مايو 3  | أنطاليا، تركيا ملعب ترابي W15 قرعة المباريات الفردية والزوجية                                                   | فيديريكا بيلاردو كريستينا ديمترُك 6–3، 0–6، [10–7]        | ماتيلدا موتافدزيتش أنطونيا روزيتش      | أندريا روشا ميساكي ماتسودا                     | إيكاترينا شاليموفا أوليفيا غاديكي كايجسا هينيمان إيلاي يورك                |
| 10 مايو | بطولة فينمارك برو للتنس للسيدات بونيتا سبرينغز، الولايات المتحدة ملعب ترابي W100 Singles Draw – Doubles Draw    | كاتي فولينيتس 6–7(4–7)، 7–6(7–2)، 6–1                    | إرينا براء                             | هانا تشانغ إيرينا فيتيكاو                      | ماديسون برينجل فرانشيسكا دي لورينزو ستورم ساندرز ماجدالينا فريتش           |
| 10 مايو | بطولة فينمارك برو للتنس للسيدات بونيتا سبرينغز، الولايات المتحدة ملعب ترابي W100 Singles Draw – Doubles Draw    | إيرين روتليف ألدلا ستيجيادي 6–3، 4–6، [10–6]             | إري هوزمي ميو كاتو                     | هانا تشانغ إيرينا فيتيكاو                      | ماديسون برينجل فرانشيسكا دي لورينزو ستورم ساندرز ماجدالينا فريتش           |
| 10 مايو | بطولة سانت-جودان أوكسيتاني المفتوحة سان-جودان، فرنسا ملعب ترابي W60 Singles Draw – Doubles Draw                 | كلارا بوريل 6–2، 1–6، 6–2                                | ألكسندرا دولغيرو                       | فيكتوريا غولوبيتش آنا بوندير                   | بياتريس حداد مايا كريستينا كوكوفا كرامي نارا باربارا هاس                   |
| 10 مايو | بطولة سانت-جودان أوكسيتاني المفتوحة سان-جودان، فرنسا ملعب ترابي W60 Singles Draw – Doubles Draw                 | إستيل كاسينو جيسيكا بونشيه 0–6، 7–5، [10–7]              | إيدن سيلفا كيمبرلي زيمرمان             | فيكتوريا غولوبيتش آنا بوندير                   | بياتريس حداد مايا كريستينا كوكوفا كرامي نارا باربارا هاس                   |
| 10 مايو | بطولة سولجيرونس كاتالونيا المفتوحة لا بيسبال ديل أمبوردان، إسبانيا ملعب ترابي W60+H Singles Draw – Doubles Draw | إيرينا خروماتشيفا 6–4، 1–6، 7–6(10–8)                    | أرانتشا روس                            | تيريزا مردجا أولغا دانيلوفيتش                  | مارينا باسولس ريبيرا إيكاترين جورجودزي جيسيكا بيري غريت مينين              |
| 10 مايو | بطولة سولجيرونس كاتالونيا المفتوحة لا بيسبال ديل أمبوردان، إسبانيا ملعب ترابي W60+H Singles Draw – Doubles Draw | فالينتينا إيفاخنينكو أندريا بريسكاريو 6–3، 6–1           | منى بارثل ماندي مينلا                  | تيريزا مردجا أولغا دانيلوفيتش                  | مارينا باسولس ريبيرا إيكاترين جورجودزي جيسيكا بيري غريت مينين              |
| 10 مايو | ساليناس، الإكوادور ملعب صلب W25 قرعة المباريات الفردية والزوجية                                                 | لوكريتسيا ستيفانيني 6–1، 6–3                             | سوزان بانديتشي                         | كوني بيرين ماريا تيموفيفا                      | ماي هونتاما بايج هوريجان Victoria Rodríguez لورا بيجوسي                    |
| 10 مايو | ساليناس، الإكوادور ملعب صلب W25 قرعة المباريات الفردية والزوجية                                                 | راشيدا مكادو كوني بيرين 6–4، 7–6(7–5)                    | Victoria Rodríguez آنا صوفيا سانشيز    | كوني بيرين ماريا تيموفيفا                      | ماي هونتاما بايج هوريجان Victoria Rodríguez لورا بيجوسي                    |
| 10 مايو | القدس، إسرائيل ملعب صلب W15 قرعة المباريات الفردية والزوجية                                                     | شافيت كيمتشي 6–4، 6–3                                    | إيكاترينا ياشينا                       | لينا جلوشكو فالنتينا ريسر                      | جيني دورست تيميا جاروشكوفا كلارا فلاسيلير نيكول خيرين                      |
| 10 مايو | القدس، إسرائيل ملعب صلب W15 قرعة المباريات الفردية والزوجية                                                     | إيميلي أبلتون أليشيا بارنيت 6–4، 2–6، [11–9]             | جيني دورست نينا ستادلر                 | لينا جلوشكو فالنتينا ريسر                      | جيني دورست تيميا جاروشكوفا كلارا فلاسيلير نيكول خيرين                      |
| 10 مايو | المنستير، تونس ملعب صلب W15 قرعة المباريات الفردية والزوجية                                                     | آنا كوباريفا 6–1، 6–3                                    | أناستاسيا كوليكوفا                     | ميهارو إيمانيشي أولغا هيلمي                    | أنجيليكا راجي سارة بيث غري إريكا سما داريا لوديكوفا                        |
| 10 مايو | المنستير، تونس ملعب صلب W15 قرعة المباريات الفردية والزوجية                                                     | لورين بروكتور آنا أولياشينكو 4–6، 7–6(7–5)، [10–7]       | أنجيليكا راجي إريكا سما                | ميهارو إيمانيشي أولغا هيلمي                    | أنجيليكا راجي سارة بيث غري إريكا سما داريا لوديكوفا                        |
| 10 مايو | أنطاليا، تركيا ملعب ترابي W15 قرعة المباريات الفردية والزوجية                                                   | كريستينا دينو 6–3، 6–0                                   | غابرييلا سي                            | أورورا زانتيشيسكي بولينا ليكينا                | إيلاي يوروك رومانا تشيسوفسكا ميساكي ماتسودا فاني أوستلوند                  |
| 10 مايو | أنطاليا، تركيا ملعب ترابي W15 قرعة المباريات الفردية والزوجية                                                   | غابرييلا سي كريستينا دينو 7–5، 6–1                       | كاتارينا هيرينغ ناتاليا سيدليسكا       | أورورا زانتيشيسكي بولينا ليكينا                | إيلاي يوروك رومانا تشيسوفسكا ميساكي ماتسودا فاني أوستلوند                  |
| 17 مايو | بلاتجا دارو، إسبانيا ملعب ترابي W25 قرعة المباريات الفردية والزوجية                                             | ريبيكا ماساروفا 3–6، 6–3، 2–6                            | ايرين بوريلو إسكوريهويلا               | أماندين هيس ستيفاني فاغنر                      | أليس راميه سوزان لامنس مارينا باسولس ريبييرا كارلوتا مارتينيث سيريث        |
| 17 مايو | بلاتجا دارو، إسبانيا ملعب ترابي W25 قرعة المباريات الفردية والزوجية                                             | جوستينا ميكولسكيت أوانا جيورجيتا سيميون 3–6، 5–7         | ألكس إيالا أوكسانا سيليخميتيفا         | أماندين هيس ستيفاني فاغنر                      | أليس راميه سوزان لامنس مارينا باسولس ريبييرا كارلوتا مارتينيث سيريث        |
| 17 مايو | بلهام، الولايات المتحدة ملعب ترابي W25 قرعة المباريات الفردية والزوجية                                          | بانا أودفاردي 7–6(5–7)، 4–6، 3–6                         | جيمي لوب                               | صوفي تشانغ صوفيا شاباتافا                      | إميليانا أرانجو إلفينا كالييفا مارين بارتود أريان هارتونو                  |
| 17 مايو | بلهام، الولايات المتحدة ملعب ترابي W25 قرعة المباريات الفردية والزوجية                                          | فيرناندا كونتريراس مارسيلا زكرياس 0–6، 3–6               | إيرينا هاياشي كاناكو موريساكي          | صوفي تشانغ صوفيا شاباتافا                      | إميليانا أرانجو إلفينا كالييفا مارين بارتود أريان هارتونو                  |
| 17 مايو | شيبينيك، كرواتيا ملعب ترابي W15 قرعة المباريات الفردية والزوجية                                                 | ديا هردجلاش 6–2، 3–6، 6–4                                | داريا فيدمانوفا                        | يوهانا ماركوفا ليوليا جانجين                   | أوليكساندرا أولينيكوفا بيترا مارشينكو إيفا بريموراك فيديريكا روسي          |
| 17 مايو | شيبينيك، كرواتيا ملعب ترابي W15 قرعة المباريات الفردية والزوجية                                                 | بيترا مارشينكو ناتاليا سزابانين 6–4، 6–3                 | داريا أستاخوفا إيكاترينا ماكاروفا      | يوهانا ماركوفا ليوليا جانجين                   | أوليكساندرا أولينيكوفا بيترا مارشينكو إيفا بريموراك فيديريكا روسي          |
| 17 مايو | تبليسي، جورجيا ملعب صلب W15 قرعة المباريات الفردية والزوجية                                                     | فيرونيكا فالكوفسكا 6–4، 6–3                              | فاليريا أوليانوفيسكايا                 | تاماري غاغوشيدزي زوي هاوارد                    | إميلي أبلتون جوان زوغر إيكاترينا ياشينا ماريا شولوخوفا                     |
| 17 مايو | تبليسي، جورجيا ملعب صلب W15 قرعة المباريات الفردية والزوجية                                                     | جيني دورست فيرونيكا فالكوفسكا 6–3، 6–2                   | أيلا أكسو فاليريا أوليانوفيسكايا       | تاماري غاغوشيدزي زوي هاوارد                    | إميلي أبلتون جوان زوغر إيكاترينا ياشينا ماريا شولوخوفا                     |
| 17 مايو | كاندية، اليونان ملعب ترابي W15 قرعة المباريات الفردية والزوجية                                                  | لينا باباداكيس 6–3، 6–3                                  | ميلاني كلافنير                         | ميكاييلا لاكي تامارا ماليشيفيتش                | إيفا ليس أيوانا غاسبار إيفان جوليا كيميلمان مايلس بوجرات                   |
| 17 مايو | كاندية، اليونان ملعب ترابي W15 قرعة المباريات الفردية والزوجية                                                  | ميلانيا ديلاي فاندا لوكاش 6–2، 6–2                       | إميلي سيبولد أرينا فاسيليسكو           | ميكاييلا لاكي تامارا ماليشيفيتش                | إيفا ليس أيوانا غاسبار إيفان جوليا كيميلمان مايلس بوجرات                   |
| 17 مايو | المنستير، تونس ملعب صلب W15 قرعة المباريات الفردية والزوجية                                                     | أولغا هيلمي 6–3، 6–2                                     | أيومي كوشيشي                           | ساكورا هوسوجي نادين كيلر                       | كيليا لو بيان أنجيليكا راجي ماريا بولينا بيريز لورين بروكتور               |
| 17 مايو | المنستير، تونس ملعب صلب W15 قرعة المباريات الفردية والزوجية                                                     | إيما ديفيس آنا أولياشينكو 7–6(7–5)، 6–4                  | كيليا لو بيان إليسا فانلانغندونك       | ساكورا هوسوجي نادين كيلر                       | كيليا لو بيان أنجيليكا راجي ماريا بولينا بيريز لورين بروكتور               |
| 17 مايو | أنطاليا، تركيا ملعب ترابي W15 قرعة المباريات الفردية والزوجية                                                   | كريستينا دينو 6–3، 6–4                                   | زوي كروجر                              | رومانا تشيسوفسكا فاني أوستلوند                 | مايوكا أيكاوا أورورا زانتيديسكي سافو ساكيلاريدي يلينا إن-ألبون             |
| 17 مايو | أنطاليا، تركيا ملعب ترابي W15 قرعة المباريات الفردية والزوجية                                                   | كاثارينا هوبغارسكي يلينا إن-ألبون 6–3، 6–3               | إيفا فدر ستيفاني فيشر                  | رومانا تشيسوفسكا فاني أوستلوند                 | مايوكا أيكاوا أورورا زانتيديسكي سافو ساكيلاريدي يلينا إن-ألبون             |
| 24 مايو | ليبايا (مدينة)، لاتفيا ملعب ترابي W25 قرعة المباريات الفردية والزوجية                                           | دانييلا فيسماني 6–4، 6–4                                 | ماليني هيلجو                           | آنا زيا لينا جورشيسكا                          | كاميلا بارتون إيبك أوز فيديريكا آرتشيديكونو إيرينا شيمانوفيتش              |
| 24 مايو | ليبايا (مدينة)، لاتفيا ملعب ترابي W25 قرعة المباريات الفردية والزوجية                                           | أكجول أمانمورادوف فالينتينا إيفاخنينكو 6–3، 3–6، [13–11] | فالنتيني جراماتيكوبولو شليمير تالبي    | آنا زيا لينا جورشيسكا                          | كاميلا بارتون إيبك أوز فيديريكا آرتشيديكونو إيرينا شيمانوفيتش              |
| 24 مايو | أوتوتشيك، سلوفينيا ملعب ترابي W25 قرعة المباريات الفردية والزوجية                                               | ميريام كولودجييفا 6–0، 6–2                               | دليلا ياكوبوفيتش                       | فيديريكا دي سارا زيفا فالنر                    | آلي كيك فيكتوريا كان آنا بوندار إيوانا لوريدانا روسكا                      |
| 24 مايو | أوتوتشيك، سلوفينيا ملعب ترابي W25 قرعة المباريات الفردية والزوجية                                               | فيديريكا دي سارا كاميلا روساتيلو 6–4، 6–7(4–7)، [10–4]   | ليا بوشكوفيتش رالوكا سيربان            | فيديريكا دي سارا زيفا فالنر                    | آلي كيك فيكتوريا كان آنا بوندار إيوانا لوريدانا روسكا                      |
| 24 مايو | شبينيك، كرواتيا ملعب ترابي W15 قرعة المباريات الفردية والزوجية                                                  | ليوليا جانجين 6–2، 6–4                                   | نفيسة بيربيروفيتش                      | بترا مارشينكو داريا فيدمانوفا                  | نينا بوتوتشنيك لوسي وارنييه إمالين دارترون تاتيانا بييري                   |
| 24 مايو | شبينيك، كرواتيا ملعب ترابي W15 قرعة المباريات الفردية والزوجية                                                  | بترا مارشينكو ناتاليا سزابانين 6–4، 3–6، [10–4]          | نفيسة بيربيروفيتش نيكول فوسا هيرجو     | بترا مارشينكو داريا فيدمانوفا                  | نينا بوتوتشنيك لوسي وارنييه إمالين دارترون تاتيانا بييري                   |
| 24 مايو | هيراكليون، اليونان ملعب ترابي W15 قرعة المباريات الفردية والزوجية                                               | أيوانا غاسبار إيفان 6–0، 6–1                             | أرينا فاسيليسو                         | داريا أستاخوفا لينا باباداكيس                  | أناستاسيا ديتيوك ميلانيا ديلاي جوليا كيميلمان مارجو روفروي                 |
| 24 مايو | هيراكليون، اليونان ملعب ترابي W15 قرعة المباريات الفردية والزوجية                                               | أناستاسيا ديتيوك ليكسي ستيفنز 6–1، 4–6، [10–6]           | داريا أستاخوفا إلينا تيودورا كادار     | داريا أستاخوفا لينا باباداكيس                  | أناستاسيا ديتيوك ميلانيا ديلاي جوليا كيميلمان مارجو روفروي                 |
| 24 مايو | شيمكنت، كازاخستان ملعب ترابي W15 قرعة المباريات الفردية والزوجية                                                | جيبك كولامباييفا 7–5، 6–0                                | كريستينا دميتروك                       | آنا أوكولوفا تمارا تشروفيتش                    | سابينا شاريبوفا يكاترينا شاليموفا مارتينا كوبكا يكاترينا ديمتريشينكو       |
| 24 مايو | شيمكنت، كازاخستان ملعب ترابي W15 قرعة المباريات الفردية والزوجية                                                | مارتينا كوبكا جيبك كولامباييفا 7–6(7–3)، 5–7، [10–8]     | يكاترينا رينجولد يكاترينا شاليموفا     | آنا أوكولوفا تمارا تشروفيتش                    | سابينا شاريبوفا يكاترينا شاليموفا مارتينا كوبكا يكاترينا ديمتريشينكو       |
| 24 مايو | سانتا مارغاريتا دي مومبوي، إسبانيا ملعب صلب W15 قرعة المباريات الفردية والزوجية                                 | جوستينا ميكولسكيت 6–2، 6–0                               | سيليا سيرفينيو رويز                    | أوكسانا سيليخميتيفا سولانا سييرا               | أماندا كاريراس ميهايلا جاكوفيتش جيسيكا بوزاس مانييرو إيفون كافالي ريميرس   |
| 24 مايو | سانتا مارغاريتا دي مومبوي، إسبانيا ملعب صلب W15 قرعة المباريات الفردية والزوجية                                 | فيكتوريا بوثيو جوستينا ميكولسكيت 4–6، 6–1، [10–7]        | سيليا سيرفينيو رويز أوليفيا نيكولز     | أوكسانا سيليخميتيفا سولانا سييرا               | أماندا كاريراس ميهايلا جاكوفيتش جيسيكا بوزاس مانييرو إيفون كافالي ريميرس   |
| 24 مايو | المنستير، تونس ملعب صلب W15 قرعة المباريات الفردية والزوجية                                                     | هيمينو ساكاتسومي 6–4، 7–5                                | ساكورا هوسوجي                          | أليس روب جوانا زوادزكا                         | هارونا أراكاوا إيما ديفيس لورين بروكتور ميهارو إيمانيشي                    |
| 24 مايو | المنستير، تونس ملعب صلب W15 قرعة المباريات الفردية والزوجية                                                     | دالينا هيويت كيارا شول 6–4، 6–2                          | إيما ديفيس ماريا بولينا بيريز          | أليس روب جوانا زوادزكا                         | هارونا أراكاوا إيما ديفيس لورين بروكتور ميهارو إيمانيشي                    |
| 24 مايو | انطاليا، تركيا ملعب ترابي W15 الفردي والزوجي                                                                    | يلينا إن-ألبون 6–3، 6–2                                  | لويزا ماير أوف دير هايدي               | إلاي يورك هوريكين تيرا بلاك                    | داريا زيلينسكايا سافو ساكيلاريدي إيزابيلا كروجر كايسا هينيمان              |
| 24 مايو | انطاليا، تركيا ملعب ترابي W15 الفردي والزوجي                                                                    | فيونا غانز كيم دا-بين 7–5، 6–0                           | دوغا توركمين ميليس أويار               | إلاي يورك هوريكين تيرا بلاك                    | داريا زيلينسكايا سافو ساكيلاريدي إيزابيلا كروجر كايسا هينيمان              |
| 31 مايو | سانتو دومينغو، جمهورية الدومينيكان ملعب صلب W25 قرعة المباريات الفردية والزوجية                                 | ماريا لورديس كارلي 6–4، 6–0                              | كوني بيرين                             | شارلوت شافاتيبون أندريا غاميز                  | جيسيكا فايللا فرناندا كونتريراس ماريا تيموفييفا مارينا باسولس ريبيرا       |
| 31 مايو | سانتو دومينغو، جمهورية الدومينيكان ملعب صلب W25 قرعة المباريات الفردية والزوجية                                 | إيرينا هاياشي كاناكو موريساكي 7–6(3–7)، 1–6، [7–10]      | إيمينا بيكتاس كوين جليسون              | شارلوت شافاتيبون أندريا غاميز                  | جيسيكا فايللا فرناندا كونتريراس ماريا تيموفييفا مارينا باسولس ريبيرا       |
| 31 مايو | غرادو، إيطاليا ملعب ترابي W25 قرعة المباريات الفردية والزوجية                                                   | نوريا باريزاس دياز 3–6، 7–5، 2–6                         | نوريا برانشاتشيو                       | فيديريكا دي سارا تشالا بويوكاكاتشاي            | ليودميلا سامسونوفا إيرين بورييو إسكوريهويللا سوزان بانديتشي لوسيا برونزيتي |
| 31 مايو | غرادو، إيطاليا ملعب ترابي W25 قرعة المباريات الفردية والزوجية                                                   | لوسيا برونزيتي إيزابيلا شنيكوفا 4–6، 6–2، [8–10]         | فيديريكا دي سارا كاميلا روساتيللو      | فيديريكا دي سارا تشالا بويوكاكاتشاي            | ليودميلا سامسونوفا إيرين بورييو إسكوريهويللا سوزان بانديتشي لوسيا برونزيتي |
| 31 مايو | تاتارستان أوبن قازان، روسيا ملعب صلب W25 قرعة المباريات الفردية والزوجية                                        | آنا كوباريفا 6–1، 6–3                                    | فالنتيني جراماتيكوبولو                 | فاليريا سافينيخ فلادا كوفال                    | أنجلينا كاليتا إيكاترينا ماكاروفا ألينا شاراييفا إيرينا شيمانوفيتش         |
| 31 مايو | تاتارستان أوبن قازان، روسيا ملعب صلب W25 قرعة المباريات الفردية والزوجية                                        | نيجينا أبدوريموفا أنجلينا جابويفا 6–2، 7–6(7–5)          | إيرينا شيمانوفيتش شاليمار طالبي        | فاليريا سافينيخ فلادا كوفال                    | أنجلينا كاليتا إيكاترينا ماكاروفا ألينا شاراييفا إيرينا شيمانوفيتش         |
| 31 مايو | أوتوتشيك، سلوفينيا ملعب ترابي W25 قرعة المباريات الفردية والزوجية                                               | مارينا زانيفسكا 7–6(7–4)، 6–0                            | ليا بوشكوفيتش                          | إيفا بريمو راك ألكسندرا كادانتو                | كاتارينا كيرلاخ آنا بوندار ريبيكا سرامكوفا ليوليا جانجين                   |
| 31 مايو | أوتوتشيك، سلوفينيا ملعب ترابي W25 قرعة المباريات الفردية والزوجية                                               | ألريكك إيكري ريكا لوكا جاني 5–7، 6–4، [10–5]             | بيا لوفريتش سادا ناهيمانا              | إيفا بريمو راك ألكسندرا كادانتو                | كاتارينا كيرلاخ آنا بوندار ريبيكا سرامكوفا ليوليا جانجين                   |
| 31 مايو | بانيا لوكا، البوسنة والهرسك ملعب ترابي W15 قرعة المباريات الفردية والزوجية                                      | آنا جابريك 4–6، 6–3، 4–1، اعتزال                         | رومانة تشيسوفسكا                       | إزتر ميري تيريزا ميهاليكوفا                    | نيكول فوسا هيرغو دوركا دراهوتا-سابو لولو صن أنيكا ياكوفا                   |
| 31 مايو | بانيا لوكا، البوسنة والهرسك ملعب ترابي W15 قرعة المباريات الفردية والزوجية                                      | نيكول فوسا هيرغو بويانا مارينكوفيتش 6–2، 3–6، [10–8]     | كاترينا كوزموفا إيلينا ميلوفانوفيتش    | إزتر ميري تيريزا ميهاليكوفا                    | نيكول فوسا هيرغو دوركا دراهوتا-سابو لولو صن أنيكا ياكوفا                   |
| 31 مايو | هيراكليون، اليونان ملعب ترابي W15 قرعة المباريات الفردية والزوجية                                               | داريا أستاخوفا 6–3، 6–2                                  | ميكايلا بايرلوفا                       | ماريا خوسيه بورتيو راميريز أيوانا غاسبار إيفان | أناستاسيا ديتسيوك لارا ميشيل تينا نادين سميث مارتينا كولميغنا              |
| 31 مايو | هيراكليون، اليونان ملعب ترابي W15 قرعة المباريات الفردية والزوجية                                               | جوليا كيميلمان آنا بوبسكو 6–2، 6–4                       | ويرونيكا فالكوفسكا أيوانا غاسبار إيفان | ماريا خوسيه بورتيو راميريز أيوانا غاسبار إيفان | أناستاسيا ديتسيوك لارا ميشيل تينا نادين سميث مارتينا كولميغنا              |
| 31 مايو | شيمكنت، كازاخستان ملعب ترابي W15 قرعة المباريات الفردية والزوجية                                                | أنستاسيا سوبوليفا 6–4، 7–6(7–4)                          | فاليريا أوليانوفيسكايا                 | مريم دالاكيشفلي جيبيك كولامبايفا               | تمارا تشروفيتش يكاترينا دميتريتشينكو ألينا سيليتش آنا أوكولوفا             |
| 31 مايو | شيمكنت، كازاخستان ملعب ترابي W15 قرعة المباريات الفردية والزوجية                                                | مارتينا كوبكا جيبيك كولامبايفا 6–4، 6–4                  | يكاترينا راينغولد يكاترينا شاليموفا    | مريم دالاكيشفلي جيبيك كولامبايفا               | تمارا تشروفيتش يكاترينا دميتريتشينكو ألينا سيليتش آنا أوكولوفا             |
| 31 مايو | المنستير، تونس ملعب صلب W15 قرعة المباريات الفردية والزوجية                                                     | هيمينو ساكاتسومي 7–5، 7–5                                | ساكورا هوسوجي                          | هارونا أراكاوا ميل ريسكو                       | لورين بروكتور ميهارو إيمانشي لميس الحسين عبد العزيز ناهيا بيروكيشيا        |
| 31 مايو | المنستير، تونس ملعب صلب W15 قرعة المباريات الفردية والزوجية                                                     | ساكورا هوسوجي هيمينو ساكاتسومي 7–5، 2–6، [10–8]          | إيما ديفيس لورين بروكتور               | هارونا أراكاوا ميل ريسكو                       | لورين بروكتور ميهارو إيمانشي لميس الحسين عبد العزيز ناهيا بيروكيشيا        |
| 31 مايو | أنطاليا، تركيا ملعب ترابي W15 قرعة المباريات الفردية والزوجية                                                   | هوريكان تيرا بلاك 2–6، 6–4، 6–4                          | فيديريكا بيلاردو                       | مانو أركانجيولي أوانا غافريلا                  | سارا بايلك ناتاليا سيدليسكا راشيل جيلز سافو ساكيلاريدي                     |
| 31 مايو | أنطاليا، تركيا ملعب ترابي W15 قرعة المباريات الفردية والزوجية                                                   | سارا بايلك دوغا توركمان 4–6، 6–1، [10–7]                 | فيديريكا بيلاردو لوبوف كوستينكو        | مانو أركانجيولي أوانا غافريلا                  | سارا بايلك ناتاليا سيدليسكا راشيل جيلز سافو ساكيلاريدي                     |

### يونيو
| الأسبوع  | البطولة | الفائزات                                               | الوصيفات                                 | المتأهلات لنصف النهائي                         | المتأهلات لربع النهائي                                                         |
| -------- | --- | ------------------------------------------------------ | ---------------------------------------- | ---------------------------------------------- | ------------------------------------------------------------------------------ |
| 7 يونيو  | سانتو دومينغو، جمهورية الدومينيكان ملعب صلب W25 قرعة المباريات الفردية والزوجية                            | آنا صوفيا سانشيز 3–6، 7–6(7–3)، 7–6(11–9)              | إيمينا بكتاس                             | ساتشيا فيكري أندريا لازارو غارسيا              | كارولينا ألفيس ماريا لورديس كارلي لوكريتسيا ستيفانيني مارينا باسولس ريبايرا    |
| 7 يونيو  | سانتو دومينغو، جمهورية الدومينيكان ملعب صلب W25 قرعة المباريات الفردية والزوجية                            | إيمينا بكتاس كوين جليسون 7–5، 6–4                      | كيلي ووليفورد آنا كارمن زامبورك          | ساتشيا فيكري أندريا لازارو غارسيا              | كارولينا ألفيس ماريا لورديس كارلي لوكريتسيا ستيفانيني مارينا باسولس ريبايرا    |
| 7 يونيو  | مونتيمور نوفو، البرتغال ملعب صلب W25 قرعة المباريات الفردية والزوجية                                       | بياتريس حداد مايا 6–4، 6–4                             | ماريام بولكفادزه                         | ماي هونتاما فرانسيسكا خورخي                    | جيسيكا بونشيه يوريكو ليلي ميازاكي إري هوزمي فالنتيني جراماتيكوبولو             |
| 7 يونيو  | مونتيمور نوفو، البرتغال ملعب صلب W25 قرعة المباريات الفردية والزوجية                                       | ألريكك إيكري فالنتيني جراماتيكوبولو 6–1، 6–0           | إري هوزمي أكيكو أومي                     | ماي هونتاما فرانسيسكا خورخي                    | جيسيكا بونشيه يوريكو ليلي ميازاكي إري هوزمي فالنتيني جراماتيكوبولو             |
| 7 يونيو  | مدريد، إسبانيا ملعب صلب W25 قرعة المباريات الفردية والزوجية                                                | روبن أندرسون 6–3، 6–7(3–7)، 7–6(10–8)                  | أوليفيا جاديكي                           | جيسيكا بييري أنستاسيا كوليكوفا                 | ريبيكا ماساروفا إليتسا كوستوفا أماندين هيس هان نا-لاي                          |
| 7 يونيو  | مدريد، إسبانيا ملعب صلب W25 قرعة المباريات الفردية والزوجية                                                | ديستاني أيافا أوليفيا جاديكي 6–3، 6–3                  | مانا أيواكا هان نا-لاي                   | جيسيكا بييري أنستاسيا كوليكوفا                 | ريبيكا ماساروفا إليتسا كوستوفا أماندين هيس هان نا-لاي                          |
| 7 يونيو  | هيراكليون، اليونان ملعب ترابي W15 قرعة المباريات الفردية والزوجية                                          | جيسيكا بوزاس مانيرو 6–3، 6–0                           | ماريا خوسيه بورتيلو راميريز              | ميخائيلا بايرلوفا شافيت كيمشي                  | مارتينا كولمينا كلوديا هوستي فيرير جيسي آني إميلي سيبولد                       |
| 7 يونيو  | هيراكليون، اليونان ملعب ترابي W15 قرعة المباريات الفردية والزوجية                                          | جيسي آني ميخائيلا بايرلوفا 6–4، 6–4                    | نيكول خيرين شافيت كيمشي                  | ميخائيلا بايرلوفا شافيت كيمشي                  | مارتينا كولمينا كلوديا هوستي فيرير جيسي آني إميلي سيبولد                       |
| 7 يونيو  | فيلنيوس، ليتوانيا ملعب صلب (indoor) W15 قرعة المباريات الفردية والزوجية                                    | ديا هردجلاش 6–2، 4–0، انسحاب.                          | أنجيليكا إيسيفا                          | إيفيتا دابكوتي باتريجا شبكا                    | أيلا أكسو زوي هوارد أكفيل باراجينسكيت إميلي ويلكر                              |
| 7 يونيو  | فيلنيوس، ليتوانيا ملعب صلب (indoor) W15 قرعة المباريات الفردية والزوجية                                    | إيكاتيرينا ماكاروفا آنا مورجينا 6–2، 3–6، [10–2]       | جوستينا ميكولسكيت أكفيل باراجينسكيت      | إيفيتا دابكوتي باتريجا شبكا                    | أيلا أكسو زوي هوارد أكفيل باراجينسكيت إميلي ويلكر                              |
| 7 يونيو  | المنستير، تونس ملعب صلب W15 قرعة المباريات الفردية والزوجية                                                | ميهارو إيمانيشي 6–0، 6–4                               | جينا ديفالكو                             | أليس روب لميس الحسين عبد العزيز                | إيما ليني زينب سونميز دالينا هيويت آنا لانتجوا دي لا نويز                      |
| 7 يونيو  | المنستير، تونس ملعب صلب W15 قرعة المباريات الفردية والزوجية                                                | ميهارو إيمانيشي هاين أوغاتا 7–5، 7–6(7–0)              | دالينا هيويت كاريان بيير-لويس            | أليس روب لميس الحسين عبد العزيز                | إيما ليني زينب سونميز دالينا هيويت آنا لانتجوا دي لا نويز                      |
| 7 يونيو  | أنطاليا، تركيا ملعب ترابي W15 الفردي والزوجي                                                               | فاندا لوكاش 6–0، 5–7، 6–3                              | إيلاي يورك                               | إيفا فيدر ماريا فرناندا هيرازو                 | فيديريكا بيلاردو أونا جافريلا ديا إفتيموفا سارة بيليك                          |
| 7 يونيو  | أنطاليا، تركيا ملعب ترابي W15 الفردي والزوجي                                                               | فيديريكا بيلاردو تايلور نج 6–0، 6–3                    | رايتشل جايلز جميله سنيلز                 | إيفا فيدر ماريا فرناندا هيرازو                 | فيديريكا بيلاردو أونا جافريلا ديا إفتيموفا سارة بيليك                          |
| 14 يونيو | Nottingham Trophy نوتنغهام، المملكة المتحدة عشب W100+H Singles Draw – Doubles Draw                         | أليسون فان يوتفانخ 6–0، 6–4                            | أرينا روديونوفا                          | ريناتا زارازوا تسزفيتانا بيرونكوفا             | غريت مينين وانغ شينيو وانغ شي يو إيما رادوكانو                                 |
| 14 يونيو | Nottingham Trophy نوتنغهام، المملكة المتحدة عشب W100+H Singles Draw – Doubles Draw                         | مونيكا نيكوليسكو إيلينا غابرييلا روس 7–5، 7–5          | بريسيلا هون ستورم ساندرز                 | ريناتا زارازوا تسزفيتانا بيرونكوفا             | غريت مينين وانغ شينيو وانغ شي يو إيما رادوكانو                                 |
| 14 يونيو | Macha Lake Open Staré Splavy، جمهورية التشيك ملعب ترابي W60 Singles Draw – Doubles Draw                    | شينغ كينوين 7–6(7–5)، 6–3                              | ألكسندرا كرونتش                          | ليندا نوسكوفا ألكسندرا كادانتو                 | تيريزا مردجا إيرين بوريو إسكوريهويلا ريكا لوكا جاني ألكسندرا دولغيرو           |
| 14 يونيو | Macha Lake Open Staré Splavy، جمهورية التشيك ملعب ترابي W60 Singles Draw – Doubles Draw                    | فالنتيني جراماتيكوبولو ريتشل هوجينكامب 6–3، 6–4        | أمينة أنشبا أنستاسيا ديتسيوك             | ليندا نوسكوفا ألكسندرا كادانتو                 | تيريزا مردجا إيرين بوريو إسكوريهويلا ريكا لوكا جاني ألكسندرا دولغيرو           |
| 14 يونيو | Open Porte du Hainaut دينين، فرنسا ملعب ترابي W25 قرعة المباريات الفردية والزوجية                          | دلما جالفي 5–7، 6–2، 6–4                               | باولا أورمايتشيا                         | يلينا إن-البون كلوي باكيوت                     | سيلينا جانيسيجيفيتش أليس راميه يوان يوي مارجو ريفروي                           |
| 14 يونيو | Open Porte du Hainaut دينين، فرنسا ملعب ترابي W25 قرعة المباريات الفردية والزوجية                          | آنا دانيلينا فاليريا ستاراخوفا 7–5، 3–6، [10–4]        | دلما جالفي باولا أورمايتشيا              | يلينا إن-البون كلوي باكيوت                     | سيلينا جانيسيجيفيتش أليس راميه يوان يوي مارجو ريفروي                           |
| 14 يونيو | فيغيرا دا فوز، البرتغال ملعب صلب W25+H قرعة المباريات الفردية والزوجية                                     | تيساه أندريانجافيتريمو 6–7(3–7)، 6–1، 6–0              | جيسيكا بونشيه                            | إري هوزمي ماريا جوتيريز كاراسكو                | أريان هارتونو كاثرينا هوبجارسكي ماي هونتاما يوريكو ليلي ميازاكي                |
| 14 يونيو | فيغيرا دا فوز، البرتغال ملعب صلب W25+H قرعة المباريات الفردية والزوجية                                     | أليشيا بارنيت أوليفيا نيكولز 6–3، 7–6(7–3)             | بيرفو جينجيز أناستاسيا تيخونوفا          | إري هوزمي ماريا جوتيريز كاراسكو                | أريان هارتونو كاثرينا هوبجارسكي ماي هونتاما يوريكو ليلي ميازاكي                |
| 14 يونيو | مدريد، إسبانيا ملعب صلب W25 قرعة المباريات الفردية والزوجية                                                | أماندين هيس 6–4، 7–5                                   | جيسيكا بوزاس مانيرو                      | أندريا لازارو جارثيا ريبيكا ماساروفا           | إيكاترينا ياشينا هان نا-لاي هيماري ساتو ميلاني ستوك                            |
| 14 يونيو | مدريد، إسبانيا ملعب صلب W25 قرعة المباريات الفردية والزوجية                                                | أشلي لايهي أوليفيا تجاندراموليا 6–2، 4–6، [10–8]       | إيفون كافال ريمييرس سيليا سيرفينو رويز   | أندريا لازارو جارثيا ريبيكا ماساروفا           | إيكاترينا ياشينا هان نا-لاي هيماري ساتو ميلاني ستوك                            |
| 14 يونيو | يونشوبينغ، السويد ملعب ترابي W25 قرعة المباريات الفردية والزوجية                                           | داريا أستاخوفا 3–6، 6–3، 7–5                           | لوسيا برونزيتي                           | كريستيانا فيراندو كاميلا روساتيلو              | فاني أوستلوند كايجسا هينيمان كارول مونيت كارول تشاو                            |
| 14 يونيو | يونشوبينغ، السويد ملعب ترابي W25 قرعة المباريات الفردية والزوجية                                           | كريستيانا فيراندو أوانا جيورجيتا سيميون 7–5، 6–4       | جاكلين كاباج أوواد كارول مونيت           | كريستيانا فيراندو كاميلا روساتيلو              | فاني أوستلوند كايجسا هينيمان كارول مونيت كارول تشاو                            |
| 14 يونيو | سمتر، الولايات المتحدة ملعب ترابي W25 قرعة المباريات الفردية والزوجية                                      | بيتون ستيرنز 6–1، 6–2                                  | فرناندا كونتريراس                        | مارسيلا زكرياس أليسيا باركس                    | فيكتوريا دوفال آنا صوفيا سانشيز فاني ستولار بايج هوريغان                       |
| 14 يونيو | سمتر، الولايات المتحدة ملعب ترابي W25 قرعة المباريات الفردية والزوجية                                      | إيمينا بيكتاس كاثرين هاريسون 7–5، 6–4                  | بايج هوريغان ألديا سوتجيادي              | مارسيلا زكرياس أليسيا باركس                    | فيكتوريا دوفال آنا صوفيا سانشيز فاني ستولار بايج هوريغان                       |
| 14 يونيو | المنستير، تونس ملعب صلب W15 قرعة المباريات الفردية والزوجية                                                | ميل ريسكو 7–6(9–7)، 3–6، 6–4                           | كاترينا كوزاروف                          | جينا دي فالكو إميلي لينده                      | جيد بورناي كاثلين كانيف ميشيكا أوزيكي جوزال آينيتدينوفا                        |
| 14 يونيو | المنستير، تونس ملعب صلب W15 قرعة المباريات الفردية والزوجية                                                | صوفيا بويلي إيمانويل جيرارد 6–2، 6–1                   | ألكساندرا ويرزبوسكا جوانا زوابكا         | جينا دي فالكو إميلي لينده                      | جيد بورناي كاثلين كانيف ميشيكا أوزيكي جوزال آينيتدينوفا                        |
| 14 يونيو | أنطاليا، تركيا ملعب ترابي W15 قرعة المباريات الفردية والزوجية                                              | إيلونا جيورجيانا جيورواي 7–5، 6–2                      | فيديريكا بيلاردو                         | جيسي آني روزا فيسينس ماس                       | ديا إفتيموفا هيريكين تايرا بلاك ماريا فرناندا هيرازو فاندا لوكاش               |
| 14 يونيو | أنطاليا، تركيا ملعب ترابي W15 قرعة المباريات الفردية والزوجية                                              | جيسي آني كريستينا روسكا 6–1، 6–0                       | كوستانزا ترافرسي أندريا فيلشيا           | جيسي آني روزا فيسينس ماس                       | ديا إفتيموفا هيريكين تايرا بلاك ماريا فرناندا هيرازو فاندا لوكاش               |
| 21 يونيو | LTP تشارلستون برو تنس II تشارلستون، الولايات المتحدة ملعب ترابي W60 Singles Draw – Doubles Draw            | ديسبينا باباميتشايل 1–6، 3–6، 3–6                      | غابرييلا سي                              | صوفيا شاباتافا فرناندا كونتريراس               | صوفي تشانغ آنا صوفيا سانشيز إيما نافارو أليكسا جلاتش                           |
| 21 يونيو | LTP تشارلستون برو تنس II تشارلستون، الولايات المتحدة ملعب ترابي W60 Singles Draw – Doubles Draw            | فاني ستولار ألديلا سوتجيادي 6–0، 4–6                   | راشيدا مكادو بيتون ستيرنز                | صوفيا شاباتافا فرناندا كونتريراس               | صوفي تشانغ آنا صوفيا سانشيز إيما نافارو أليكسا جلاتش                           |
| 21 يونيو | بيريغو، فرنسا ملعب ترابي W25 قرعة المباريات الفردية والزوجية                                               | ديان باري 3–6، 1–6                                     | إلسا جاكيموت                             | كارول مونيت لوسيا برونزيتي                     | سارا كاكاريفيتش باولا أورمايتشيا آنا سيسكوفا سلمى جوبري                        |
| 21 يونيو | بيريغو، فرنسا ملعب ترابي W25 قرعة المباريات الفردية والزوجية                                               | ديان باري مارغوت ييروليموس 4–6، 2–6                    | سادا ناهيمانا آنا سيسكوفا                | كارول مونيت لوسيا برونزيتي                     | سارا كاكاريفيتش باولا أورمايتشيا آنا سيسكوفا سلمى جوبري                        |
| 21 يونيو | بورتو، البرتغال ملعب صلب W25 قرعة المباريات الفردية والزوجية                                               | ماي هونتاما 4–6، 3–6                                   | أنستازيا تيخونوفا                        | أريان هارتونو تيساه أندريانجافيتريمو           | مارينا باسولز ريبيرا أولغا هيلمي ماتيلد خورخي ماريا غوتييريز كاراسكو           |
| 21 يونيو | بورتو، البرتغال ملعب صلب W25 قرعة المباريات الفردية والزوجية                                               | أريان هارتونو يوريكو ليلي ميازاكي 5–7، 2–6             | مانا أيوكاوا أكيكو أومائي                | أريان هارتونو تيساه أندريانجافيتريمو           | مارينا باسولز ريبيرا أولغا هيلمي ماتيلد خورخي ماريا غوتييريز كاراسكو           |
| 21 يونيو | كلويسترز، سويسرا ملعب ترابي W25 قرعة المباريات الفردية والزوجية                                            | إيلينا إن-ألبون 3–6، 2–6                               | أندريا بريساكاريو                        | ديانا مارسنكفيتشا ديا هردجلاش                  | سينا هيرمان جيسيكا ماليكوفا جيني دورست لينا باباداكس                           |
| 21 يونيو | كلويسترز، سويسرا ملعب ترابي W25 قرعة المباريات الفردية والزوجية                                            | أمينة أنشبى أناستاسيا ديتيوك 3–6، 1–6، [10–3]          | جيني دورست فيرونيكا فالكوسكا             | ديانا مارسنكفيتشا ديا هردجلاش                  | سينا هيرمان جيسيكا ماليكوفا جيني دورست لينا باباداكس                           |
| 21 يونيو | لكويلة، إيطاليا ملعب ترابي W15 قرعة المباريات الفردية والزوجية                                             | تاتيانا بيري 2–6، 3–6، 5–7                             | آنه شيفر                                 | هينا إينو أناستازيا جريمالسكا                  | إميلي سيبُلد فيديريكا أرتشيدياكونو كيارا كاتيني مارتينا سبغاريلي                |
| 21 يونيو | لكويلة، إيطاليا ملعب ترابي W15 قرعة المباريات الفردية والزوجية                                             | تمارا تشروفيتش ناتاليا سيدليزكا 2–6، 3–6               | ميخيال باري لوفا إميلي سيبُلد             | هينا إينو أناستازيا جريمالسكا                  | إميلي سيبُلد فيديريكا أرتشيدياكونو كيارا كاتيني مارتينا سبغاريلي                |
| 21 يونيو | ألكمار، هولندا ملعب ترابي W15 قرعة المباريات الفردية والزوجية                                              | كويرين ليموين 6–7(6–8)، 1–6                            | جوليا أفديفا                             | ناتاليا سزابانين كيارا شول                     | نيكي ريدليشك جوانا جارلاند إيكاترينا ماكاروفا دينيسا هيندوفا                   |
| 21 يونيو | ألكمار، هولندا ملعب ترابي W15 قرعة المباريات الفردية والزوجية                                              | كويرين ليموين غابرييلا مجان 4–6، 1–6                   | إيفا فيدر ستيفاني فيشر                   | ناتاليا سزابانين كيارا شول                     | نيكي ريدليشك جوانا جارلاند إيكاترينا ماكاروفا دينيسا هيندوفا                   |
| 21 يونيو | المنستير، تونس ملعب صلب W15 قرعة المباريات الفردية والزوجية                                                | فاليريا بيهون 2–6، 2–6                                 | ساكي إمامورا                             | ماريانا درازيتش يوي شيكارايسي                  | ماو موشيكا نيكول جادينت ميو موشيكا أندري لوكوسيت                               |
| 21 يونيو | المنستير، تونس ملعب صلب W15 قرعة المباريات الفردية والزوجية                                                | ماريانا درازيتش سابينا شاريبوفا 6–7(7–1)، 4–6، [0–10]  | ساكي إمامورا شين جي-هو                   | ماريانا درازيتش يوي شيكارايسي                  | ماو موشيكا نيكول جادينت ميو موشيكا أندري لوكوسيت                               |
| 21 يونيو | أنطاليا، تركيا ملعب ترابي W15 قرعة المباريات الفردية والزوجية                                              | روسا فيسينس ماس 6–1، 6–2                               | ماريا فرناندا هيرازو                     | سافو ساكيلاريدي فاندا لوكاش                    | لايري روميرو غورماز جوليا ستاماتوفا هيريكان تايرا بلاك إيلونا جورجيانا غيورواي |
| 21 يونيو | أنطاليا، تركيا ملعب ترابي W15 قرعة المباريات الفردية والزوجية                                              | باشاك إرايدن أماريسا كيارا توث 4–6، 6–1، [10–7]        | جيسي آني كريستينا روسكا                  | سافو ساكيلاريدي فاندا لوكاش                    | لايري روميرو غورماز جوليا ستاماتوفا هيريكان تايرا بلاك إيلونا جورجيانا غيورواي |
| 28 يونيو | Open Montpellier Méditerranée Métropole Hérault مونبلييه، فرنسا ملعب ترابي W60 توزيع الفردي – توزيع الزوجي | أنهيلينا كالينينا 6–2، 6–3                             | ميار شريف                                | شينغ كينوين كريستينا بوكشا                     | أوسيان دودان مارتينا دي جوزيبي سادا نهيمانا أوكسانا سيليخميتيفا                |
| 28 يونيو | Open Montpellier Méditerranée Métropole Hérault مونبلييه، فرنسا ملعب ترابي W60 توزيع الفردي – توزيع الزوجي | إستيل كاسينو كاميلا روساتيلو 6–3، 6–2                  | ليانغ إن-شوو يوان يوي                    | شينغ كينوين كريستينا بوكشا                     | أوسيان دودان مارتينا دي جوزيبي سادا نهيمانا أوكسانا سيليخميتيفا                |
| 28 يونيو | لاهاي، هولندا ملعب ترابي W25 قرعة المباريات الفردية والزوجية                                               | كويرين ليموين 7–5، 6–3                                 | بانا أودفاردي                            | أريان هارتونو ريتشل هوجينكامب                  | إيفا فيدر كاميللا بارتوني آنا بوندار ستيفاني فاجنر                             |
| 28 يونيو | لاهاي، هولندا ملعب ترابي W25 قرعة المباريات الفردية والزوجية                                               | ماري بينوا إيوانا لوريدانا روسكا 6–7(5–7)، 7–5، [10–7] | ماريا خوسيه بورتيو راميريز بانا أودفاردي | أريان هارتونو ريتشل هوجينكامب                  | إيفا فيدر كاميللا بارتوني آنا بوندار ستيفاني فاجنر                             |
| 28 يونيو | فروتسواف، بولندا ملعب ترابي W25 قرعة المباريات الفردية والزوجية                                            | كلوي باكيوت 4–6، 6–3، 6–3                              | إيبك أوز                                 | ريكا لوكا جاني ميريام كولدجيوفا                | ويرونيكا فالكوسكا مونيكا كيلناروفا أمينا أنشبا ديانا مارسنكفيتشا               |
| 28 يونيو | فروتسواف، بولندا ملعب ترابي W25 قرعة المباريات الفردية والزوجية                                            | آنا هيرتل مارتينا كوبكا 7–6(7–2)، 3–6، [10–7]          | نوريا برانكاتشيو إيبك أوز                | ريكا لوكا جاني ميريام كولدجيوفا                | ويرونيكا فالكوسكا مونيكا كيلناروفا أمينا أنشبا ديانا مارسنكفيتشا               |
| 28 يونيو | بالما ديل ريو (قرطبة)، إسبانيا ملعب صلب W25 قرعة المباريات الفردية والزوجية                                | ريبيكا ماساروفا 6–3، 1–6، 7–6(7–4)                     | لولو سون                                 | أناستاسيا زاخاروفا أندريا لازارو غارسيا        | مارينا باسولز ريبيرا إري هوزمي أولغا سايز لارا أوليفيا غاديكي                  |
| 28 يونيو | بالما ديل ريو (قرطبة)، إسبانيا ملعب صلب W25 قرعة المباريات الفردية والزوجية                                | إري هوزمي فاليريا سافينيخ 7–6(8–6)، 6–3                | هيماري ساتو لولو سون                     | أناستاسيا زاخاروفا أندريا لازارو غارسيا        | مارينا باسولز ريبيرا إري هوزمي أولغا سايز لارا أوليفيا غاديكي                  |
| 28 يونيو | بروكوبليي، صربيا ملعب ترابي W15 قرعة المباريات الفردية والزوجية                                            | دارجا سيمينيستايا 6–2، 2–6، 6–3                        | أليس روب                                 | كارلوتا مارتينيز سيريز آنا لانتيجوا دي لا نويز | ميا كوبريس إزتر ميري نوكا يوريك أيوانا غاسبار إيفان                            |
| 28 يونيو | بروكوبليي، صربيا ملعب ترابي W15 قرعة المباريات الفردية والزوجية                                            | أيوانا غاسبار إيفان إيكاترينا فيشنفسكايا 6–4، 6–3      | أليس روب دراغينيا فوكوفيتش               | كارلوتا مارتينيز سيريز آنا لانتيجوا دي لا نويز | ميا كوبريس إزتر ميري نوكا يوريك أيوانا غاسبار إيفان                            |
| 28 يونيو | المنستير، تونس ملعب صلب W15 قرعة المباريات الفردية والزوجية                                                | إليزابيث ماندليك 0–6، 6–2، 6–4                         | أنجليكا راجي                             | جوليا مورليه إميلي ليند                        | رافائيل لاكاس جوانا زافادسكا فاليريا بونو ماريانا درازيتش                      |
| 28 يونيو | المنستير، تونس ملعب صلب W15 قرعة المباريات الفردية والزوجية                                                | أنستازيا نيفيدوفا ليتيسيا بولشارتوفا 7–5، 6–2          | ماريانا درازيتش نوا لياو أ فونغ          | جوليا مورليه إميلي ليند                        | رافائيل لاكاس جوانا زافادسكا فاليريا بونو ماريانا درازيتش                      |
| 28 يونيو | أنطاليا، تركيا ملعب ترابي W15 قرعة المباريات الفردية والزوجية                                              | إيلونا جورجيانا غيوروايي 6–4، 6–3                      | جيفا فالكينر                             | روسا فيسنس ماس هوريكان تيرا بلاك               | ليلي إليدا هوسيث سافو ساكيلاريدي تشيهيرو تاكايا ما كلوديا هوستي فيرير          |
| 28 يونيو | أنطاليا، تركيا ملعب ترابي W15 قرعة المباريات الفردية والزوجية                                              | جولي بيلجرافير أماريسا كيارا توث 6–2، 7–5              | كريستينا روسكا آني فانجيلوفا             | روسا فيسنس ماس هوريكان تيرا بلاك               | ليلي إليدا هوسيث سافو ساكيلاريدي تشيهيرو تاكايا ما كلوديا هوستي فيرير          |

## الروابط الخارجية
- "10،600 لاعبة، 1135 حدثًا: جولة الاتحاد الدولي لكرة المضرب العالمية للسيدات لعام 2023 بالأرقام". الاتحاد الدولي لكرة المضرب. اطلع عليه بتاريخ 2024-01-02.
- "أجندة جولة الاتحاد الدولي لكرة المضرب العالمية للسيدات". الاتحاد الدولي لكرة المضرب. اطلع عليه بتاريخ 2024-01-02.
- الاتحاد الدولي لكرة المضرب